# 方槐
方槐（1917年—2019年2月16日），江西于都人，原名赖芳槐（曾用名赖世禄），中国人民解放军将领、中国人民解放军开国少将。

## 生平
1932年，参加中国工农红军，1933年加入中国共产党；1949年，任军委航空局作战教育处处长、任空军第三航空学校校长。1955年，授予中国人民解放军少将。